# Träume einer Nacht
Träume einer Nacht – dwudziesta trzecia płyta niemieckiego zespołu Die Flippers. Album wydany w roku 1991.

## Lista utworów
1. Mona Lisa – 3:07
2. Schenk mir diese Nacht – 3:11
3. Ciao, ciao Marina– 3:37
4. Bleib heut Nacht – 3:14
5. Santa Monika – 3:53
6. Jenny weint oft – 3:10
7. Liebeskummer – 3:23
8. Was wird morgen sein – 3:07
9. Sterneder Nacht – 3:01
10. Laß doch Deine Tränen sein – 2:51
11. Meine Liebe trockent Deine Tränen – 3:27
12. So wie der Wind – 3:26